# インペリアル (ビール)
インペリアル (Imperial) は、コスタ・リカ共和国のビール銘柄。
現在はフロリダ・アイス・アンド・ファーム社 (Florida Ice and Farm Co.) 傘下のセルベセリーア・コスタ・リカで生産されている。このラガービールは、ピルセンやロック・アイスといった銘柄と並んで、コスタ・リカ国内で最も人気のあるビールの一つである。
2007年にはモンドセレクションで金賞を受賞し、71カ国に輸出されている。

## 歴史
銘柄のルーツは、1914年にスペイン人マヌエル・オルテガによって創業されたセルベセリーア・オルテガに由来し、1924年に伝統的なドイツビールとコスタリカ人の好みを融合させたビールとして誕生した。1957年にフロリダ・アイス・アンド・ファーム社はオルテガから醸造所と銘柄（インペリアルとババリア）を引継ぎ、1966年に首都サン・ホセ近郊のエレディアに新しい醸造所セルベセリーア・コスタ・リカを開設した。

## ロゴ
ロゴは広告代理店"Casa Grafica"（カサ・グラフィカ）のオーナーであったEnrique Hangenによってデザインされたもので、ローマ帝国の象徴であった鷲の絵を用いているため、インペリアルはコスタリカ人から"Águila"（アギラ、鷲）や"Aguilita"（アギリータ、鷲ちゃん）としても知られている。

## ラインナップ
- インペリアル
- インペリアル・ライト
- インペリアル・シルバー